# ماجراهای تابستانی
ماجراهای تابستانی (به انگلیسی: Summer Catch) یک فیلم سینمایی کمدی رمانتیک آمریکایی محصول سال ۲۰۰۱ به کارگردانی مایک تولین و بازیگری فردی پرینز، جسیکا بیل و متیو لیلارد است. این فیلم اولین کارگردانی فیلم بلند تولین بود. اکثر فیلم در سوتپرت، کارولینای شمالی فیلمبرداری شده‌است.

## داستان
دختری از یک خانواده ثروتمند که برای تعطیلات تابستانی به کیپ کود آمده‌اند، با یک پسر محلی، که آرزوی قهرمانی در لیگ برتر بیسبال آمریکا را در سرش دارد، آشنا می‌شود...

## بازیگران
- فردی پرینز در نقش رایان دان
- جسیکا بیل در نقش تنلی پریش
- فرد وارد در نقش شان دان
- متیو لیلارد در نقش بیلی بروباکر
- جیسون گدریک در نقش مایک دان
- بریتانی مورفی در نقش دده مولیگان
- برایان دنهی در نقش مربی جان شیفنر
- گابریل مان در نقش آوگی مولیگان
- بروس دیویسن در نقش رند پریش
- جان کریستوفر مک‌گینلی در نقش هیو الکساندر[۳]
- مارک بلوکاس در نقش مایلز
- ویلمر والدراما در نقش میکی دومینگز
- کوری پیرسون در نقش اریک ون لیمر
- کریستین کان در نقش دیل رابین
- زنا گری در نقش کتی پریش
- تریسی دینیویدی در نقش لورن
- سوزان گاردنر در نقش مارجوری
- بورلی دی آنجلو [۴]